# Budapesti TC
Der Budapesti Torna Club, oft kurz BTC, war ein Turn- und Fußballverein der ungarischen Hauptstadt Budapest. In den Jahren 1901 und 1902 gewann er die ersten beiden Fußballmeisterschaften der ungarischen Fußballgeschichte. Es wird angenommen, dass BTC auch den Challenge-Cup von 1910, eines der ersten wichtigen internationalen Turniere, gewann. Trotz seiner großen frühen Bedeutung wurde der 1885 gegründete Verein jedoch 1945 aufgelöst.

## Geschichte
Der Turnverein wurde am 29. Mai 1885 gegründet. Am 7. Februar 1897 wurde die Fußballsektion ins Leben gerufen, womit der BTC, wie der Verein auch genannt wurde, der älteste Fußballverein Ungarns war. Nur wenige Wochen nach Gründung der Fußballabteilung schrieb der Budapesti Torna Club ungarische Fußballgeschichte. Am 9. Mai 1897 fand mit dem Spiel zweier Mannschaften des BTC auf dem Millenáris-Platz in Budapest das erste offizielle Fußballmatch auf ungarischem Boden statt.
Der Budapesti TC nahm an den ersten vier Spielzeiten der ersten ungarischen Liga von 1901 bis 1904 teil und belegte zwei erste, einen zweiten und einen dritten Platz. Der Verein blieb dann überraschend von 1905 bis 1907 für zwei Jahre dem lokalen Fußball fern, um sich seinen internationalen Verpflichtungen zu widmen. Zur Saison 1907/08 meldete sich der Budapesti TC zurück und wurde wieder in die erste Liga aufgenommen. Der Verein blieb bis 1914 erstklassig, als in diesem Jahr der Erste Weltkrieg ausbrach und die Meisterschaften eingestellt wurden. Stattdessen wurden Turniere veranstaltet, wobei 1914 aufgrund von Streitigkeiten zwischen den Klubs gleich zwei parallele Turniere stattfanden, der Hungária Cup und der Auguszta Cup. Der BTC schloss sich dem zweiten Turnier an und wurde Zweiter. Ab der Saison 1916/17 wurde der Meisterschaftsbetrieb unter dem Obdach des MLS wieder aufgenommen und der Budapester TC nahm erstklassig bis 1925 teil, als der Verein den sportlichen Abstieg nicht vermeiden konnte. Im gleichen Sommer führte der ungarische Fußballverband MLS den Profifußball ein. Nach seinem Abstieg zum Ende der Spielzeit 1924/25 war der BTC trotz Teilnahmeberechtigung nicht daran interessiert und nahm mit weiteren 12 Teams in der neugegründeten vorläufigen ungarischen Amateurliga (Amatőr Liga), die gebildet wurde, teil. Die vier ersten Teams sowie aus historischen Gründen der neunte BTC waren zur zweigleisigen ersten Budapester Amateurliga (zweithöchste Spielklasse nach der Profiliga) des Folgejahres teilnahmeberechtigt. Der BTC pendelte die nächsten Jahre zwischen erster und zweiter Amateurliga, fusionierte 1935 vorläufig mit dem Budapest SE (Budapest Sport Egyesület) und zog sich zu Beginn der 1945/46 Spielzeit endgültig aus dem Fußballbetrieb zurück.

## Titel und Erfolge
Seine größten Erfolge feierte der Verein 1901 und 1902 mit dem Gewinn der ungarischen Meisterschaft, die damals offiziell 1. Osztályú Bajnokság genannt wurde. Die Spieljahre 1901 und 1902 schloss der Verein ohne Niederlage ab, von insgesamt acht Spielen wurden jeweils alle acht bzw. sieben von acht gewonnen. Wesentlichen Anteil daran hatte der erste ungarische Fußballstar Miltiades Manno, der in sechs Spielen der ersten Meisterschaft insgesamt 17 Tore und in sieben Teilnahmen 1902 weitere 10 Tore schoss und sich hiermit zweimal zum Torschützenkönig der Liga krönte.
Mit der Finalteilnahme am Challenge-Cup in der Saison 1901/02 schrieb sich der Verein auch in die Annalen der österreichischen Fußballgeschichte ein. Das Finalspiel selbst, das am 19. Mai 1902 in Wien ausgetragen wurde, verloren die Budapester jedoch knapp (1-2) gegen den Vienna Cricket and Football-Club. Umstritten ist der Gewinn des Challenge-Cup in der Saison 1909/10, da es von dieser Saison keine offiziellen Aufzeichnungen oder auffindbare Zeitungsberichte mehr gibt. Der Überlieferung nach soll der Budapesti Torna Club im Finale des Bewerbs den Wiener Sport-Club mit 2:1 besiegt haben und nach dem Ligakonkurrenten Ferencvárosi TC den Challenge-Cup zum zweiten Mal in die ungarische Donaumetropole geholt haben.
Als in der Saison 1909/10 erstmals ein Pokalbewerb in Ungarn ausgetragen wurde, schaffte der BTC auf Anhieb den Einzug ins Endspiel. Das Finale ging jedoch in zwei Spielen gegen den MTK Budapest mit 1:1 und 1:3 verloren.

## Erfolge
- Ungarischer Fußballmeister: 1901, 1902
- Ungarischer Pokalfinalist: 1910
- Challenge-Cup-Finalist: 1902

## Ehemalige Spieler
- Emil Rauchmaul

## Ehemalige Trainer
- Emil Rauchmaul